# Jimmy Heath
Jimmy Heath (25. října 1926 Filadelfie, Pensylvánie – 19. ledna 2020 Loganville, Georgie) byl americký jazzový saxofonista a hudební skladatel. Dva jeho bratři byli rovněž hudebníky, kontrabasista Percy Heath a bubeník Albert Heath. Krátce působil ve skupině Milese Davise. Mimo svá vlastní alba, kterých vydal přes dvacet, spolupracoval i s dalšími hudebníky, mezi které patří Blue Mitchell, Herbie Hancock, Cal Tjader, Milt Jackson nebo Nat Adderley. V roce 1975 spolu se svými bratry a ještě klavíristou Stanleym Cowellem založil kapelu Heath Brothers
V roce 2010 představil autobiografii I Walked with Giants.